# Revelations: Persona
 (novembre 2019).
Si vous disposez d'ouvrages ou d'articles de référence ou si vous connaissez des sites web de qualité traitant du thème abordé ici, merci de compléter l'article en donnant les références utiles à sa vérifiabilité et en les liant à la section « Notes et références ».
Revelations: Persona (sorti au Japon sous le nom de Megami Ibunroku Persona) est un Jeu vidéo de rôle développé et publié par Atlus. C'est le premier jeu de la série Persona. Originellement sorti sur Playstation en 1996 au Japon et en Amérique du Nord, le titre sortit aussi sur Microsoft Windows en 1999. Il sortit également sur PlayStation Portable en 2009 pour l'Amérique du Nord et le Japon et en 2010 en Europe, renommé  Shin Megami Tensei: Persona. 
L'histoire se concentre sur un groupe de lycéens confrontés à des incidents surnaturels. Après avoir joué à un jeu de voyance, chaque membre gagne le pouvoir d'invoquer des Personæ. Usant de ce pouvoir sous la direction de Philemon, un personnage représentant le subconscient de l'humanité, le groupe fait face à de multiples forces menaçant le monde.
Le système de jeu tourne entre l'exploration des environnements autour de la ville et le combat contre les ennemis par l'utilisation des Personæ. Au cours du jeu, le joueur peut créer de nouveaux Personæ en utilisant des cartes de sort gagnées en combat ou en parlant avec les ennemis.
Le développement de Revelations: Persona débuta après la sortie Shin Megami Tensei if... avec l'idée de créer une sous-série tournant autour du lycée de Shin Megami Tensei if....
Nous retrouvons ici beaucoup de personnes ayant travaillé sur les précédents opus de Megami Tensei, comme le designer de personnages Kazuma Kaneko, et 
Kouji Okada. De multiples aspects de l'histoire, tels que les Personæ et le personnage Philemon sont inspirés de la psychologie analytique.

## Histoire
L’histoire peut suivre deux cours différents selon les choix faits par le joueur en début de partie ; chacun de ces cours peut donner une bonne ou une mauvaise fin.
-La route SEBEC:
Il s’agit de l’histoire principale, celle qui est proposée si l’on suit simplement les indications données par le jeu. Dedans, les protagonistes devront enquêter et empêcher les agissements d’une compagnie appelée SEBEC et plus particulièrement d’un certain Kandori qui en est à la tête. 
En effet, cette entreprise a mis au point une machine appelée le DEVA system, un genre d’accélérateur de dimensions, ayant plongé la ville dans le chaos, et transposant ceux qui l’utilisent dans une autre dimension (dont la nature est révélée en fin de jeu).
Le but est ici de parcourir cette ville parallèle à la recherche d’indices, d’artefacts ainsi que de poursuivre deux mystérieuses enfants détenant les clés du mystère.
Ce chemin de l’histoire propose des boss, des démons, des cartes, une histoire et un post-game exclusifs, dont notamment Tesso, Mr Teddy bear, les masques de péchés capitaux, l’océan des âmes, le mystérieux Reiji Kido, ou encore l’exploration des ruines Mikage.
-La route Reine de glace:
C’est la quête qui résulte de l’enquête du club de théâtre. En effet, avant de réellement constituer son équipe dans la route SEBEC, le joueur peut rester un peu plus longtemps dans le lycée Saint Ermelin pour y questionner différentes personnes. Ceci aboutira à la découverte de la malédiction du masque de la reine de glace (ou reine des neiges) qu’un des personnages portera, laissant renaître la démoniaque reine de glace qui gèlera l’école et laissera un temps limité aux protagonistes pour conquérir ses trois tours.
Ici, l’objectif sera de conquérir les trois tours érigées par la reine, dans l’objectif d’y récolter des morceaux du miroir des âmes donné par Philemon, constituant le seul moyen de mettre fin aux dessins de gel de toute la ville de la reine. Toutes se trouvent dans l’école de Saint Ermelin, et constituent des donjons assez compliqués devant être finis en 3h maximum.
Cette route n’est disponible que sur la PSP ou sur les versions japonaises du jeu.